# Plectiscidea separata
Plectiscidea separata là một loài tò vò trong họ Ichneumonidae.